# Didemnum psamathodes
Didemnum psamathodes är en sjöpungsart som först beskrevs av Sluiter 1895.  Didemnum psamathodes ingår i släktet Didemnum och familjen Didemnidae. Inga underarter finns listade i Catalogue of Life.